# Telekom Info
Telekom Info a fost lansat în 2006 sub denumirea de Info Dolce, în 2009 Info Dolce a fost redenumit Dolce Info iar în 2017 Dolce Info a fost redenumit Telekom Info. Telekom Info a fost un canal informativ pentru abonații Telekom deținut de Telekom România.
Din 2014 difuza numai recomandări de TV, filme, mașini, jocuri, travel, business, video, evenimente și cultural în cadrul TV Guide (redenumit în Yolo în 2016 apoi Telekom Info în 2017 difuzând și promo-uri).
Telekom Info și-a încheiat emisia pe 1 ianuarie 2022, ora 00:00 (12:00 AM).